# Daniele Federici
Daniele Federici (Tarquinia, 11 febbraio 1988) è un allenatore di calcio ed ex calciatore italiano, di ruolo difensore, tecnico dell'Orbetello.

## Biografia
Nel 2016 rileva, insieme ad un gruppo di investitori locali, l'Asd Nuova Pescia Romana 2004.

## Caratteristiche tecniche
In possesso di una discreta visione di gioco, a cui abbina una buona tecnica individuale, inizia la carriera da mediano basso davanti alla difesa, salvo poi adattarsi a difensore centrale nelle giovanili dell'Inter.

## Carriera

### Giocatore
Muove i suoi primi passi nel Corneto Tarquinia, prima di passare all'Inter. In seguito passa alla Pro Sesto, con cui resta in comproprietà una stagione prima di essere riscattato dai nerazzurri. Nella stagione 2007-08 svolge il ritiro con la prima squadra, giocando nel corso della stagione anche alcune amichevoli. Il 12 dicembre 2007 il ct Roberto Mancini lo convoca per la trasferta di Champions League contro il PSV Eindhoven terminata 1-0 in favore dei neroazzurri, rimanendo in panchina. Il 25 luglio 2008 passa in comproprietà al Grosseto, in Serie B. Esordisce in Serie B il 23 settembre contro l'Avellino, subentrando al posto di Garofalo al 58'. Il 25 giugno 2010 la comproprietà viene risolta a favore del Grosseto. Nel corso della sua esperienza con i torelli viene ripetutamente bloccato dagli infortuni.
Il 3 gennaio 2012 firma un biennale con il Frosinone. Esordisce con i ciociari il 9 gennaio contro il Barletta, siglando a 2' minuti dal termine la rete che consente ai laziali di vincere l'incontro 2-1. Il 6 luglio 2012 rescinde il contratto che lo legava al Frosinone. Il giorno seguente dichiara di volersi ritirare dal mondo del calcio a causa di un grave problema fisico alla schiena.
L'11 luglio 2012 viene ingaggiato dalla Castrense, in Promozione. Dopo aver guidato la squadra da capitano a una doppia promozione, conducendola in Serie D, il 15 ottobre 2014 - non riuscendo più ad esprimersi ai propri livelli a causa dei problemi alla schiena - rescinde consensualmente il contratto che lo legava alla società laziale. Il giorno successivo dichiara il suo ritiro dal calcio professionistico.
Nel 2016 rileva, insieme ad un gruppo di investitori locali, l'A.S.D. Nuova Pescia Romana 2004, in Seconda Categoria. Il 21 agosto 2018 viene tesserato dalla Corneto Tarquinia in Promozione, con cui a fine stagione vince il campionato approdando in Eccellenza. Dopo aver rescisso il contratto con la società rossoblu, il 26 marzo 2021 si accorda con il Città di Cerveteri, in Eccellenza. Il 24 luglio 2021 viene ingaggiato dall'Atletico Maremma, formazione impegnata nel campionato di Promozione. Il 6 luglio 2022 si accorda con il Tarquinia.

### Allenatore
Inizia la carriera da tecnico nel 2023, alla guida dell'Orbetello.

## Statistiche

### Presenze e reti nei club
| Stagione         | Squadra          | Campionato       | Campionato | Campionato | Coppe nazionali | Coppe nazionali | Coppe nazionali | Coppe continentali | Coppe continentali | Coppe continentali | Altre coppe | Altre coppe | Altre coppe | Totale | Totale |
| Stagione         | Squadra          | Comp             | Pres       | Reti       | Comp            | Pres            | Reti            | Comp               | Pres               | Reti               | Comp        | Pres        | Reti        | Pres   | Reti   |
| ---------------- | ---------------- | ---------------- | ---------- | ---------- | --------------- | --------------- | --------------- | ------------------ | ------------------ | ------------------ | ----------- | ----------- | ----------- | ------ | ------ |
| 2007-2008        | Inter            | A                | 0          | 0          | CI              | 0               | 0               | UCL                | 0                  | 0                  | SI          | 0           | 0           | 0      | 0      |
| 2008-2009        | Grosseto         | B                | 17+1       | 2          | CI              | 0               | 0               | -                  | -                  | -                  | -           | -           | -           | 18     | 2      |
| 2009-2010        | Grosseto         | B                | 20         | 0          | CI              | 1               | 1               | -                  | -                  | -                  | -           | -           | -           | 21     | 1      |
| 2010-2011        | Grosseto         | B                | 17         | 0          | CI              | 2               | 0               | -                  | -                  | -                  | -           | -           | -           | 19     | 0      |
| 2011-gen. 2012   | Grosseto         | B                | 3          | 0          | CI              | 2               | 0               | -                  | -                  | -                  | -           | -           | -           | 5      | 0      |
| Totale Grosseto  | Totale Grosseto  | Totale Grosseto  | 57+1       | 2          |                 | 5               | 1               |                    | -                  | -                  |             | -           | -           | 63     | 3      |
| gen.-giu. 2012   | Frosinone        | 1D               | 14         | 1          | CI+CI-LP        | -               | -               | -                  | -                  | -                  | -           | -           | -           | 14     | 1      |
| 2012-2013        | Viterbese        | Prom.            | 27         | 3          | CI-Dil          | 1               | 0               | -                  | -                  | -                  | -           | -           | -           | 28     | 3      |
| 2013-2014        | Viterbese        | Ecc.             | 26         | 6          | CI-Dil          | 6               | 0               | -                  | -                  | -                  | -           | -           | -           | 32     | 6      |
| 2014-2015        | Viterbese        | D                | 4          | 0          | CI-D            | 1               | 0               | -                  | -                  | -                  | -           | -           | -           | 5      | 0      |
| Totale Viterbese | Totale Viterbese | Totale Viterbese | 57         | 9          |                 | 8               | 0               |                    | -                  | -                  |             | -           | -           | 65     | 9      |
| Totale carriera  | Totale carriera  | Totale carriera  | 129        | 12         |                 | 13              | 1               |                    | 0                  | 0                  |             | 0           | 0           | 142    | 13     |

### Statistiche da allenatore
Statistiche aggiornate al 30 novembre 2024.
| Stagione        | Squadra         | Campionato      | Campionato | Campionato | Campionato | Campionato | Coppe nazionali | Coppe nazionali | Coppe nazionali | Coppe nazionali | Coppe nazionali | Coppe continentali | Coppe continentali | Coppe continentali | Coppe continentali | Coppe continentali | Altre coppe | Altre coppe | Altre coppe | Altre coppe | Altre coppe | Totale | Totale | Totale | Totale | % Vittorie | Piazzamento |
| Stagione        | Squadra         | Comp            | G          | V          | N          | P          | Comp            | G               | V               | N               | P               | Comp               | G                  | V                  | N                  | P                  | Comp        | G           | V           | N           | P           | G      | V      | N      | P      | %          | Piazzamento |
| --------------- | --------------- | --------------- | ---------- | ---------- | ---------- | ---------- | --------------- | --------------- | --------------- | --------------- | --------------- | ------------------ | ------------------ | ------------------ | ------------------ | ------------------ | ----------- | ----------- | ----------- | ----------- | ----------- | ------ | ------ | ------ | ------ | ---------- | ----------- |
| 2023-2024       | Orbetello       | 2ª Cat.         | 30+2       | 19+2       | 5          | 6          | CT              | 4               | 3               | 1               | 0               | -                  | -                  | -                  | -                  | -                  | -           | -           | -           | -           | -           | 36     | 24     | 6      | 6      | 66,67      | 2º (prom.)  |
| 2024-2025       | Orbetello       | 1ª Cat.         | 12         | 8          | 0          | 4          | CT              | 3               | 1               | 1               | 1               | -                  | -                  | -                  | -                  | -                  | -           | -           | -           | -           | -           | 15     | 9      | 1      | 5      | 60,00      | in corso    |
| Totale carriera | Totale carriera | Totale carriera | 44         | 29         | 5          | 10         |                 | 7               | 4               | 2               | 1               |                    | -                  | -                  | -                  | -                  |             | -           | -           | -           | -           | 51     | 33     | 7      | 11     | 64,71      |             |

## Palmarès

### Club

#### Competizioni giovanili
- Campionato Giovanissimi Nazionali: 1

Inter: 2002-2003
- Coppa Italia Primavera: 1

Inter: 2005-2006
- Torneo di Viareggio: 1

Inter: 2008

#### Competizioni regionali
- Promozione Lazio: 2

Castrense: 2012-2013 (Girone B)
Corneto Tarquinia: 2018-2019 (Girone A)
- Eccellenza Lazio: 1

Viterbese: 2013-2014 (Girone A)
- Campionato di Seconda Categoria: 1

N. Pescia Romana 2004: 2016-2017 (Lazio, Girone A)